# Обладнання підводного водіння танків

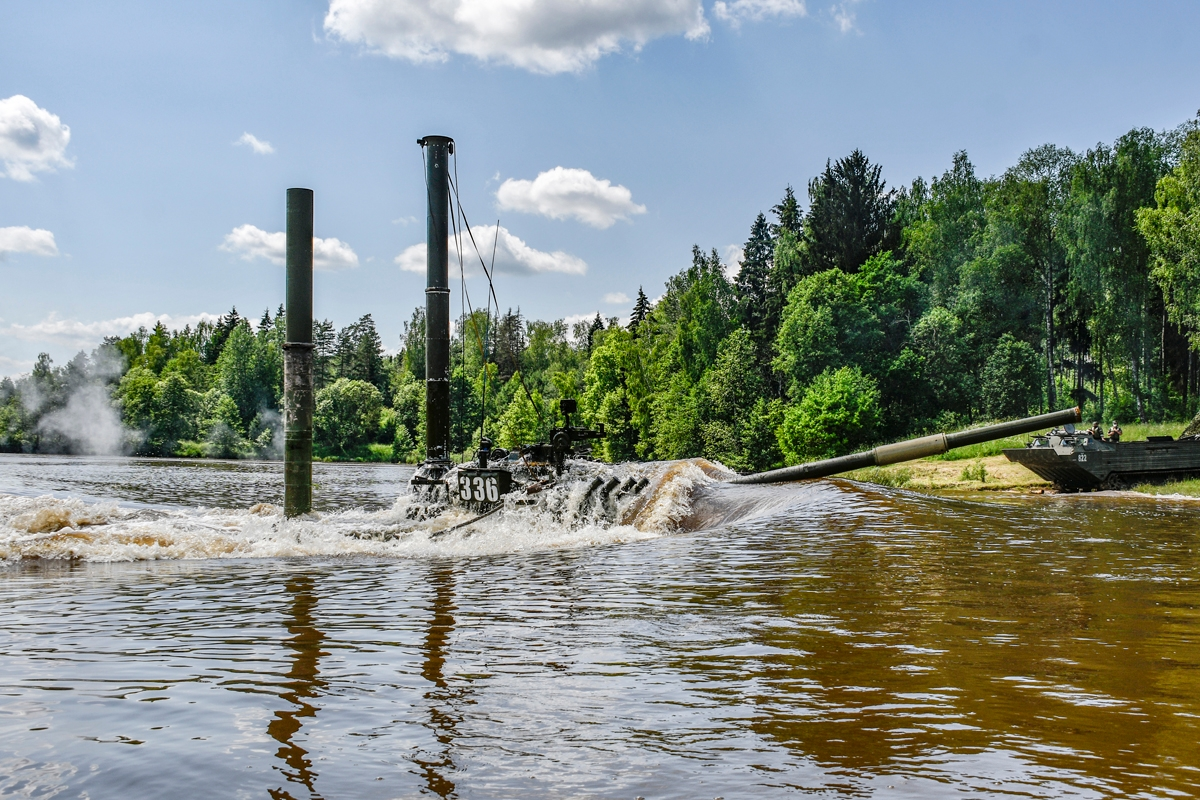
Шноркель на російському танку, що форсує водну перешкоду по дну

Обладнання підводного водіння танків (ОПВТ) — комплект пристроїв, що забезпечують танку можливість подолання водних перешкод по їх дну.
ОПВТ підрозділяється на знімну і незнімну частини.
- Знімна частина обладнання включає в себе повітрозабірну трубу (звичайний варіант або при тренуваннях — труба-лаз[1][2]), різні ущільнення і випускні клапани;
- незнімна  — заслінки фільтра повітря, ущільнення амбразури гармати і гіронапівкомпас, а також призначені для монтажу знімної частини деталі. Крім цього, в число устаткування входить система відкачування, яка може бути як знімною, так і незнімною, а також комплект рятувальних жилетів і ізолюючих протигазів.

## Див. також

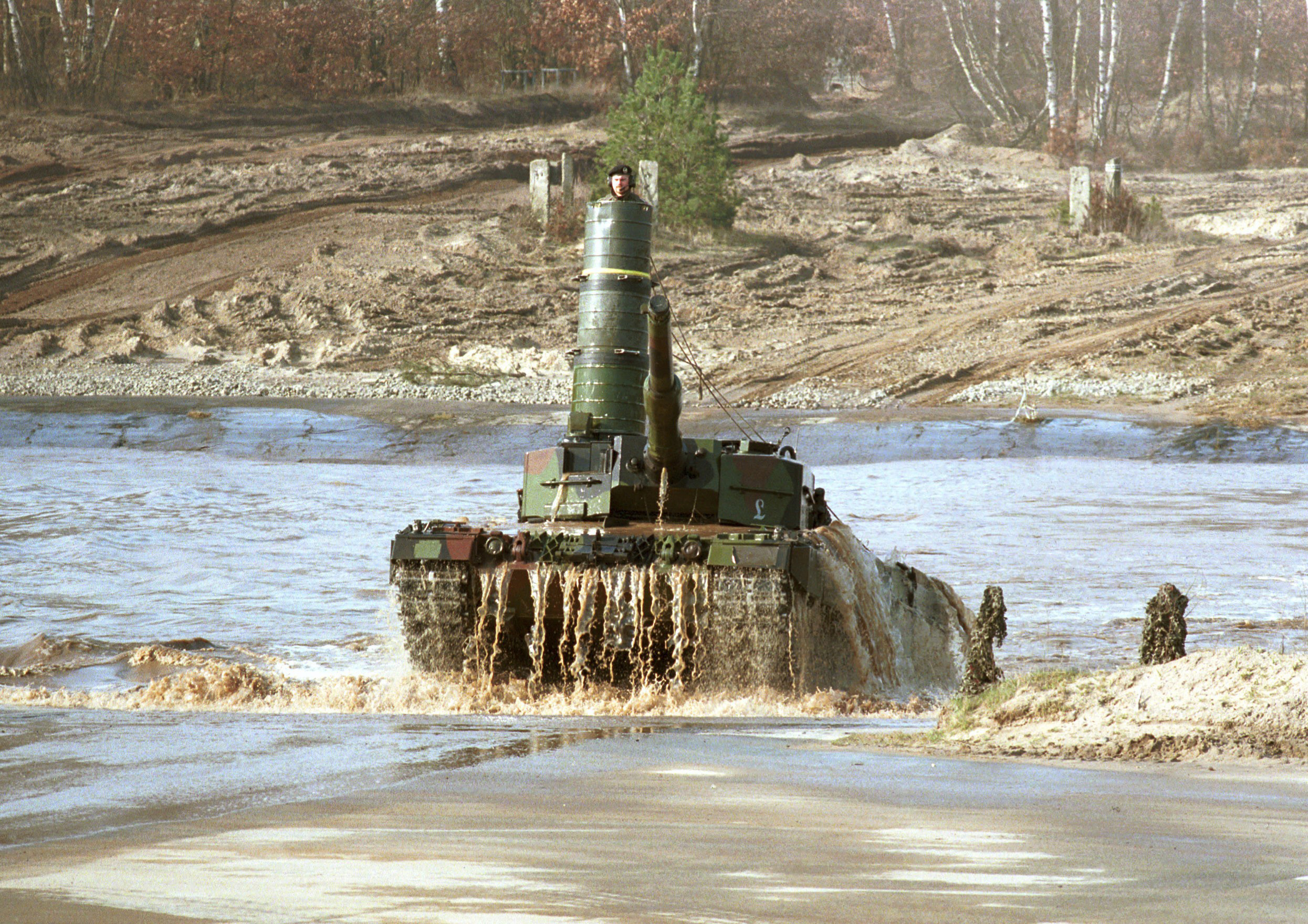
Німецький Leopard 2A4